# Rennebu
Rennebu er en kommune i Trøndelag fylke i Norge. Den grænser i nord til Meldal, i øst til Midtre Gauldal, i syd til Tynset, i sydvest til Oppdal og i vest til Rindal.
I 1966 blev Innset sogn, som tidligere havde været en del af Kvikne kommune, indlemmet i kommunen.
Rennebus kommunevåben symboliserer først og fremmest Rennebu kirke, som har Y-formet grundplan. Desuden repræsenterer det omvendte Y til en vis grad udformningen af bygden med Berkåk som centrum og arme mod Soknedal, Oppdal og Meldal.

## Geografi
Trollheimen og Forollhogna nationalpark ligger delvis i kommunen og lakseelven Orkla løber igennem kommunen. Højeste punkt i kommunen er Svarthøtta, der er 1548 moh.
E6 mellem Oslo og Trondheim går gennem kommunen. I Berkåk starter Rv700 som går nedover Orkladalen og i Ulsberg starter Rv3 som går nedover Østerdalen. Rennebu har togforbindelse med både Trondheim og Oslo fra Berkåk station.

## Personer fra Rennebu
- Olav Berkaak, († 1980), forfatter[2]
- Jens P. Flå, († 2002), politiker, stortingsmand
- Jostein Berntsen, (1943-), politiker, stortingsmand
- Magne Myrmo, (1943-), skiløber
- Ola T. Lånke, 1948-), stortingsmand
- Vebjørn Rodal, (1972-), olympisk mester
- Vegard Heggem, (1975-), fodboldspiller